# 區塊鏈即服務
区块链即服务（Blockchain as a service，BaaS）是指客戶可以在基于云的区块链網絡基础设施上創建和運行自己的区块链应用程序。這有點類似软件即服务。微軟於2015年推出區塊鏈即服務，也是首家推出區塊鏈即服務的公司 。